# Schwerzko
Schwerzko (niedersorbisch Šwjerckow) ist ein Ortsteil der Gemeinde Neuzelle im Landkreis Oder-Spree in Brandenburg. 

## Geografie und Verkehrsanbindung
Der Ort, ein Sackgassendorf, liegt an der K 6704, die B 112 verläuft unweit östlich. Am östlichen Ortsrand fließt die Dorche, ein Fluss im Naturpark Schlaubetal.

## Sehenswürdigkeiten

### Baudenkmale
In der Liste der Baudenkmale in Neuzelle ist für Schwerzko ein Baudenkmal aufgeführt:
- Schwerzkoer Mühle, ursprünglich eine Wassermühle aus dem Jahr 1420 zum Mahlen von Korn, seit etwa 1900 eine Sägemühle mit rekonstruiertem Wasserantrieb und funktionsfähigem Sägewerk